# Lepilemur fleuretae
Lepilemur fleuretae es una especie de lémur, del género Lepilemur, también conocidos como los lémures saltadores, descrita en 2006, gracias a análisis genéticos. Como todas las especies de lémures, es endémica de Madagascar. Tiene un tamaño mediano, con un largo de 58 a 67 centímetros, de los cuales unos 30 son su cola, y una masa corporal de unos 0,8 kilogramos. Su pelaje es principalmente gris en su zona dorsal, que se combina con marrón cerca de sus extremidades, y gris marrón en su vientre. Su cola es marrón rojizo, oscureciéndose radialmente.
Se lo encuentra en bosques lluviosos primarios y secundarios en el sureste de la isla, dentro del parque nacional Andohahela, en la provincia de Toliary, Manangotry, específicamente entre los ríos Mandrare por el oeste y Mananara por el norte.
Su nombre es en honor de Madame Fleurete Andriantsilavo, ex ministra del Ambiente, Aguas y Turismo de Madagascar, que luchó incansablemente por la conservación de las áreas naturales de la isla.